# Kleiner Gabelschwanz
Der Kleine Gabelschwanz (Furcula bifida), gelegentlich auch als Espen-Gabelschwanz bezeichnet, ist ein Schmetterling (Nachtfalter) aus der Familie der Zahnspinner (Notodontidae).

## Merkmale
Die Falter erreichen eine Flügelspannweite von 35 bis 45 Millimetern. Sie besitzen weißliche Vorderflügel mit einer grauen Mittelbinde. Diese ist durch schwarze Linien deutlich eingefasst und bildet neben der größeren Flügelspannweite den Hauptunterschied zu den ähnlichen Gabelschwanz-Arten. Die Hinterflügel sind grauweiß gefärbt.
Die Raupen haben eine hellgrüne Farbe und eine braune, gelb umrandete Rückenzeichnung. Diese Rückenzeichnung ist in der Mitte dreiecksförmig erweitert, am Ende oft verengt oder unterbrochen. Der Hinterleib, der spitz ausläuft, endet in einer Schwanzgabel mit zwei langen Spitzen, die der Art den Namen gab.

### Ähnliche Arten
- Buchen-Gabelschwanz (Furcula furcula)
- Birken-Gabelschwanz (Furcula bicuspis)

## Lebensweise
Die Raupen ernähren sich von den Blättern der Espe (Populus tremula) sowie vom Laub der Pappeln (Populus) und Weiden (Salix). Die Überwinterung erfolgt als Puppe, die gelegentlich mehrfach überliegt.

### Flug- und Raupenzeiten
Die nachtaktiven Falter fliegen meist in einer, manchmal auch in zwei Generationen überwiegend von Mitte Mai bis Ende Juni. Die Raupen findet man im Juli und August.

## Systematik

### Unterarten
Es sind drei Unterarten bekannt:
- Furcula bifida bifida (Brahm, 1787)
- Furcula bifida lype (Seiffers, 1933)
- Furcula bifida urocera Boisduval, 1840

### Synonyme
- Cerura bifida
- Phalaena bifida (Brahm, 1787)[1]

## Entwicklungsstadien

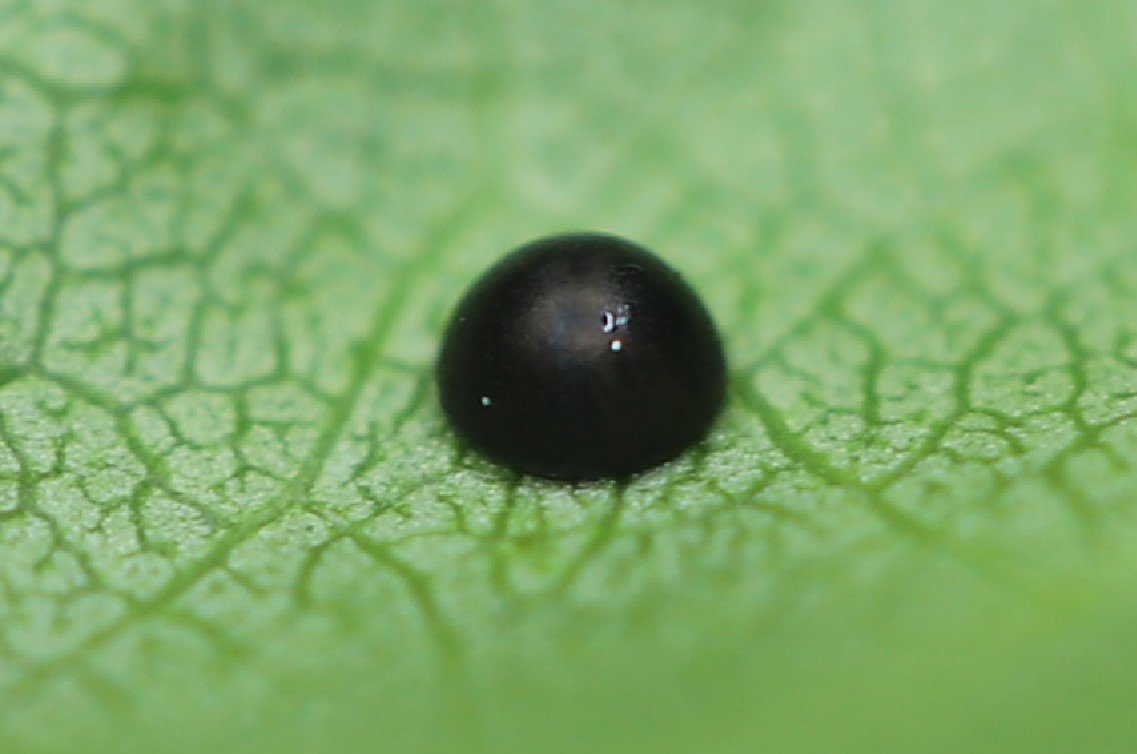
Ei auf der Blattunterseite einer Schwarzpappel
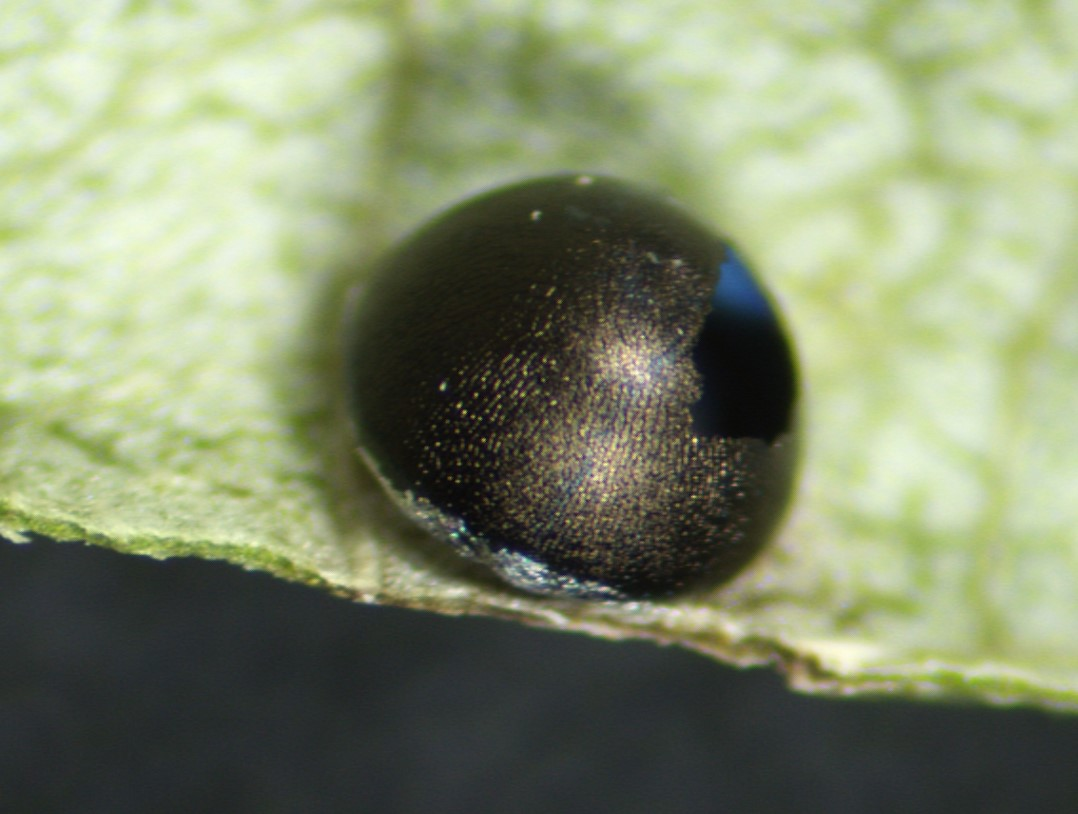
Ei, nachdem die L1-Raupe dieses verlassen hat
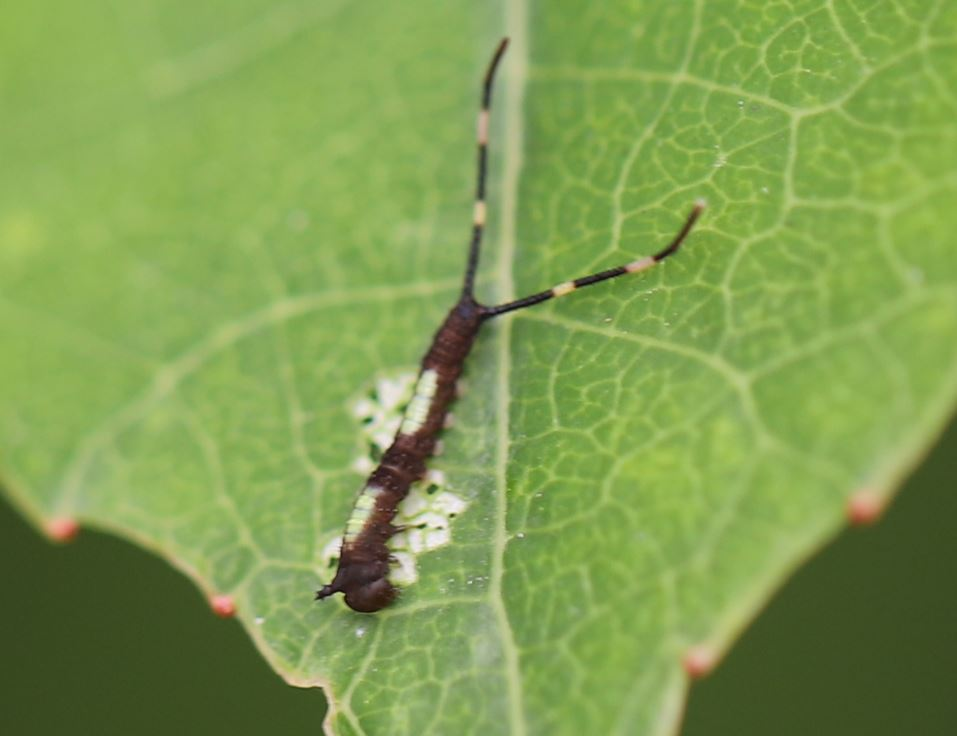
Jungraupe beim Blattfraß an Schwarzpappel, 1. Augusthälfte
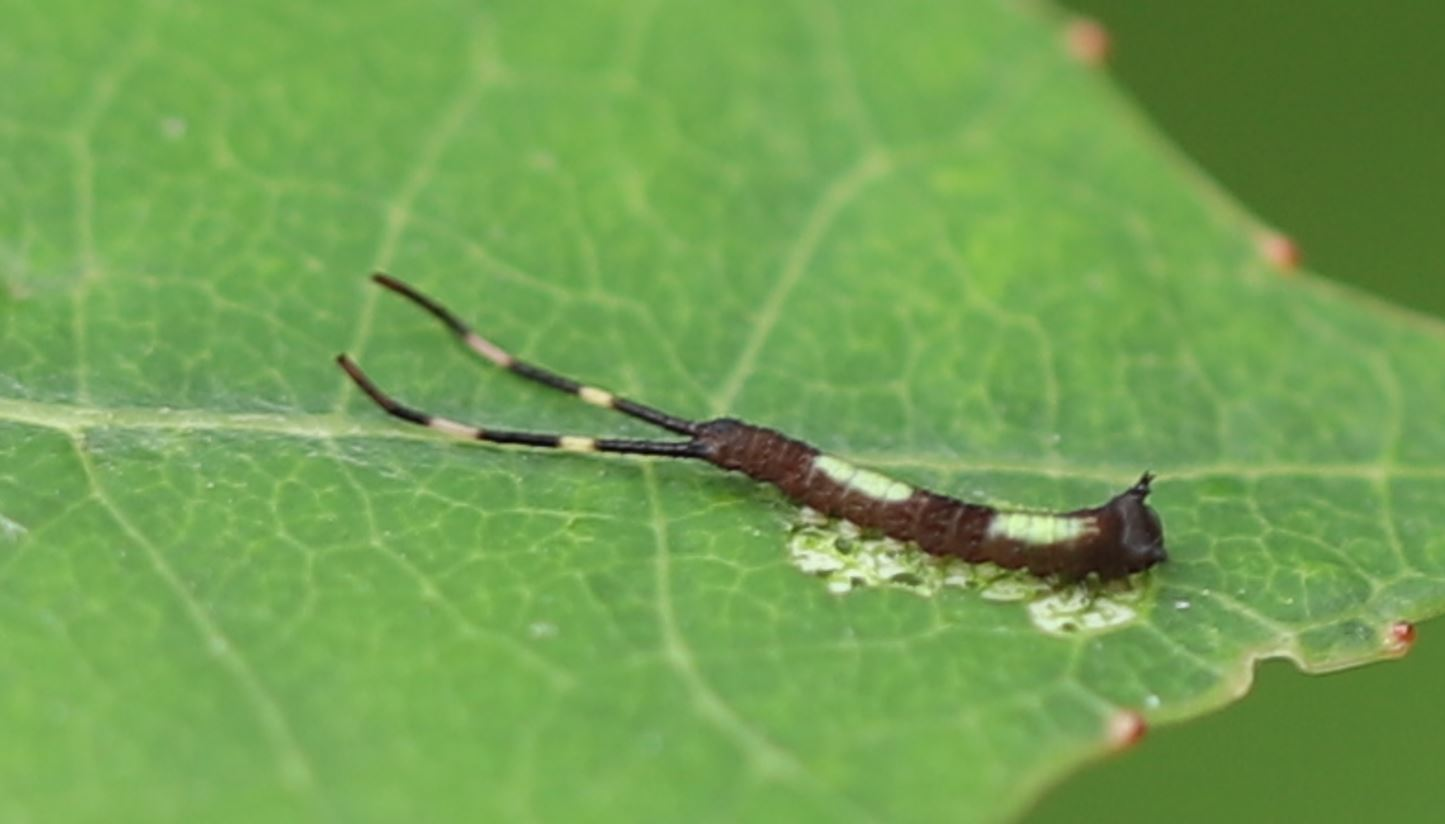
Jungraupe beim Blattfraß an Schwarzpappel, 1. Augusthälfte
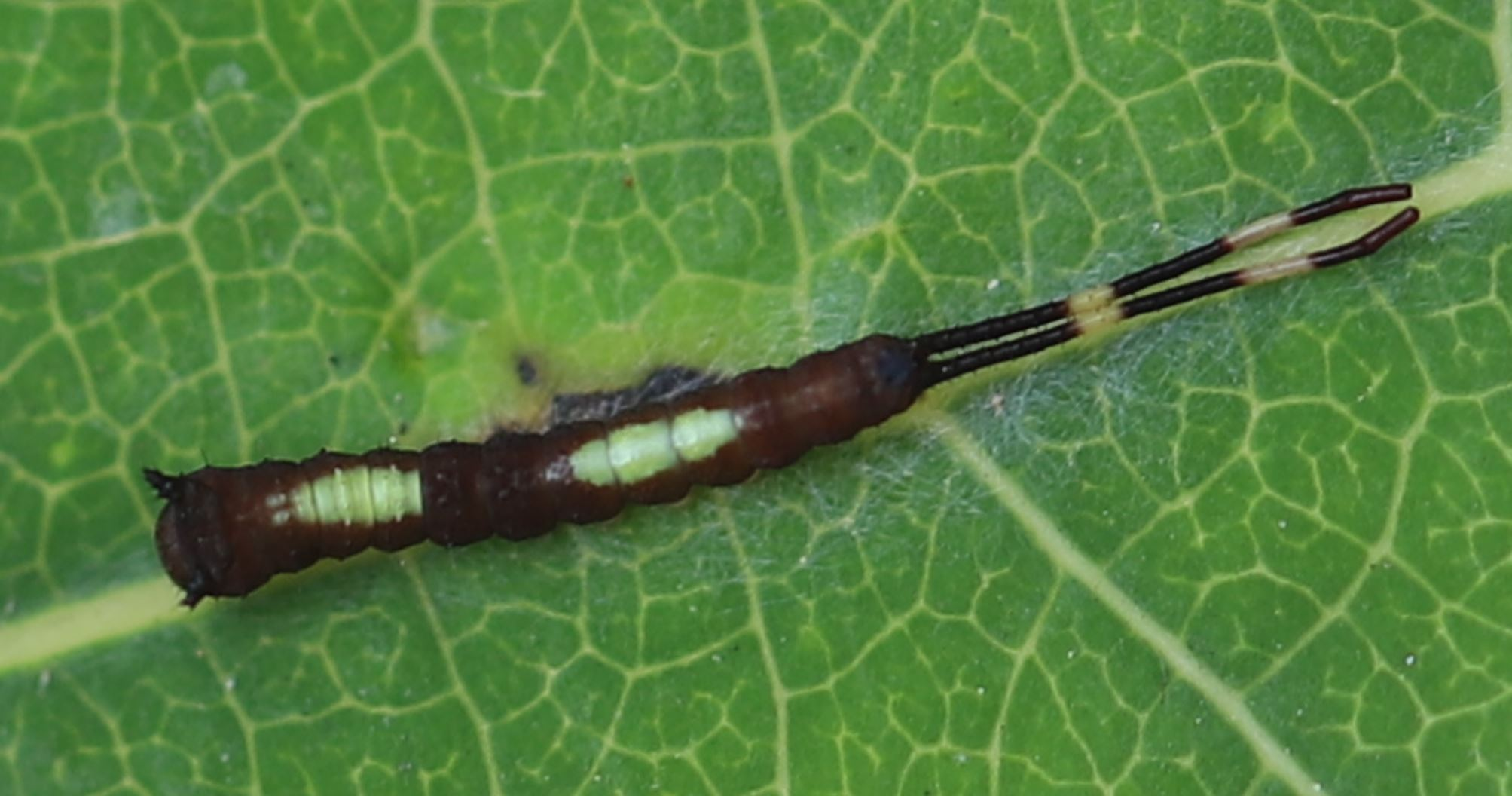
Jungraupe, Dorsalansicht
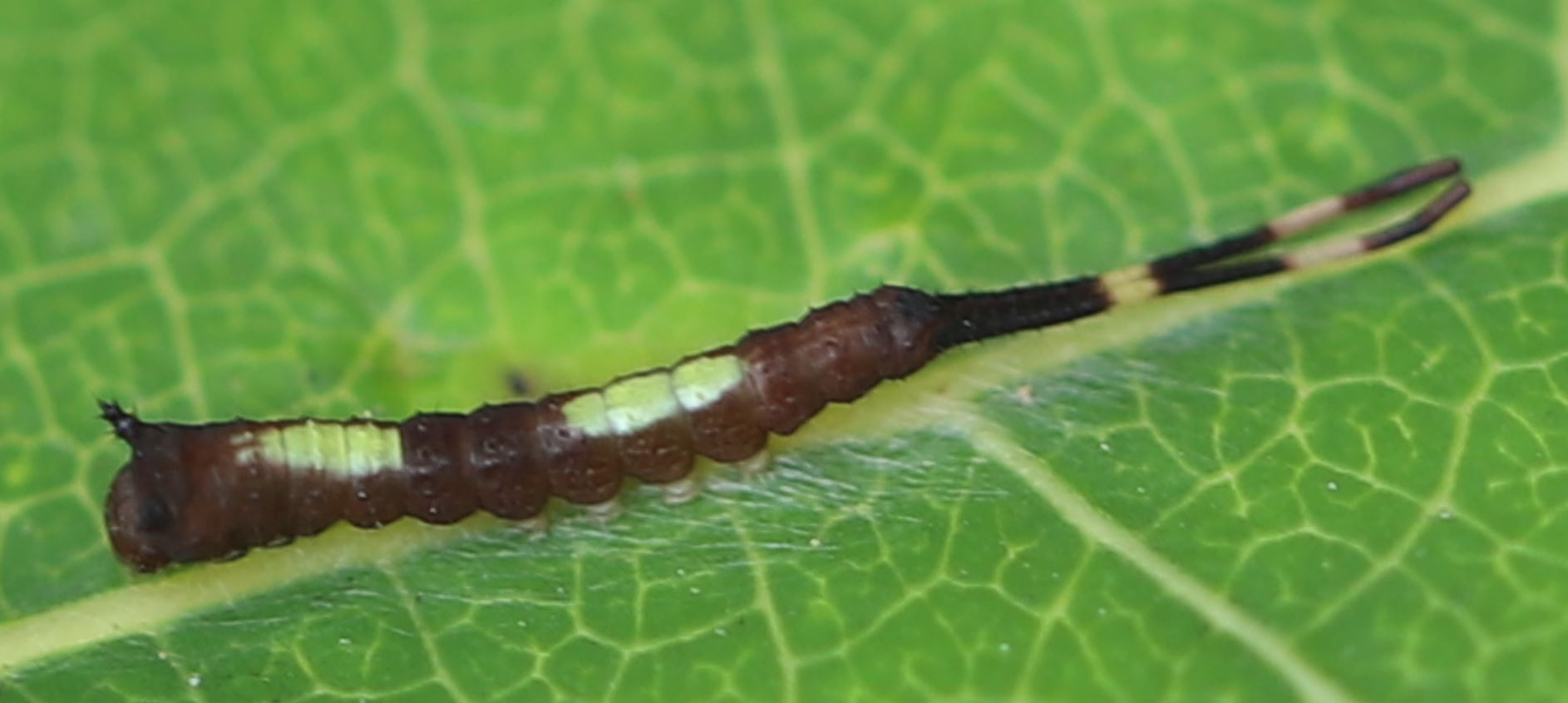
Jungraupe, Seitenansicht
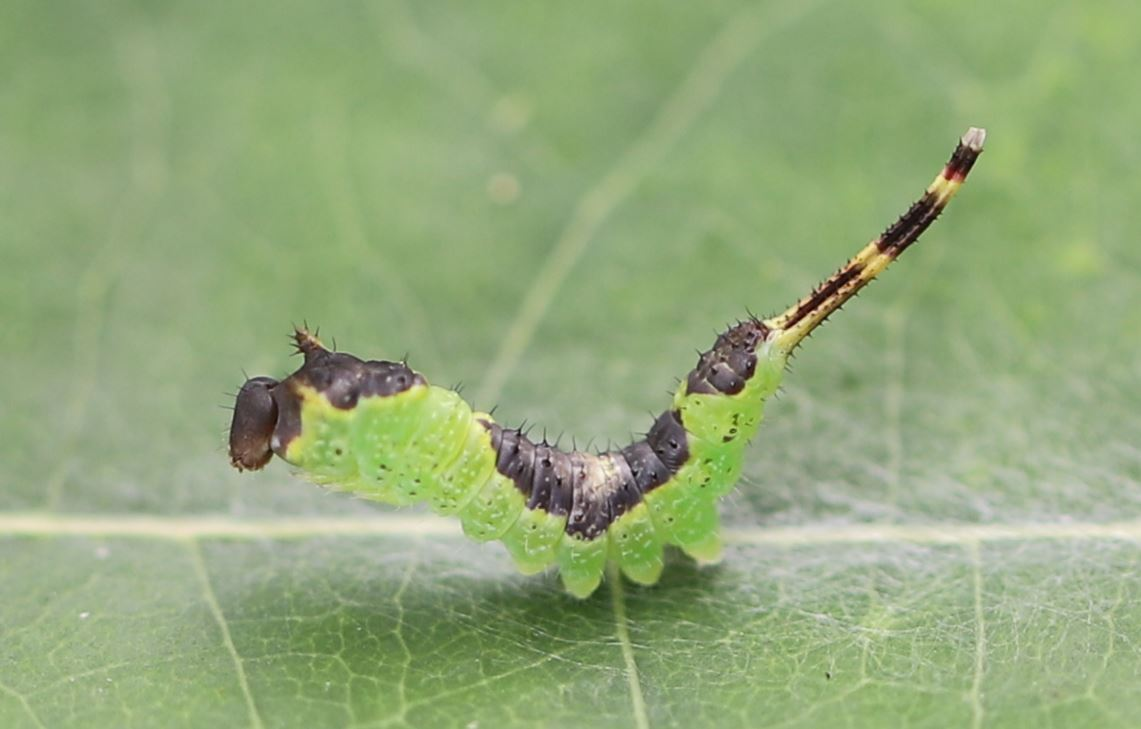
Mittleres Raupenstadium, 2. Augusthälfte
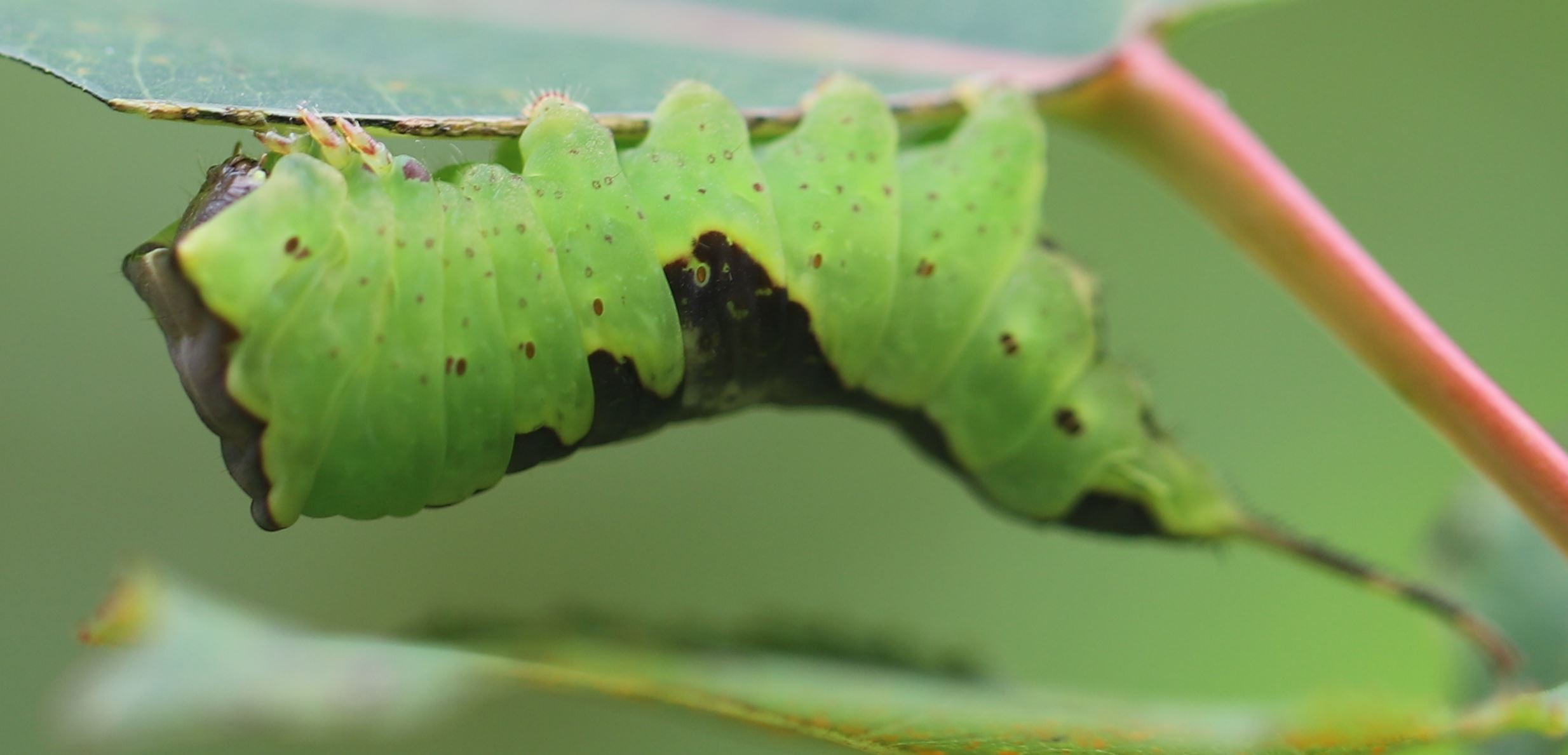
Ausgewachsene Raupe, Seitenansicht mit Detailsicht vom Kopf
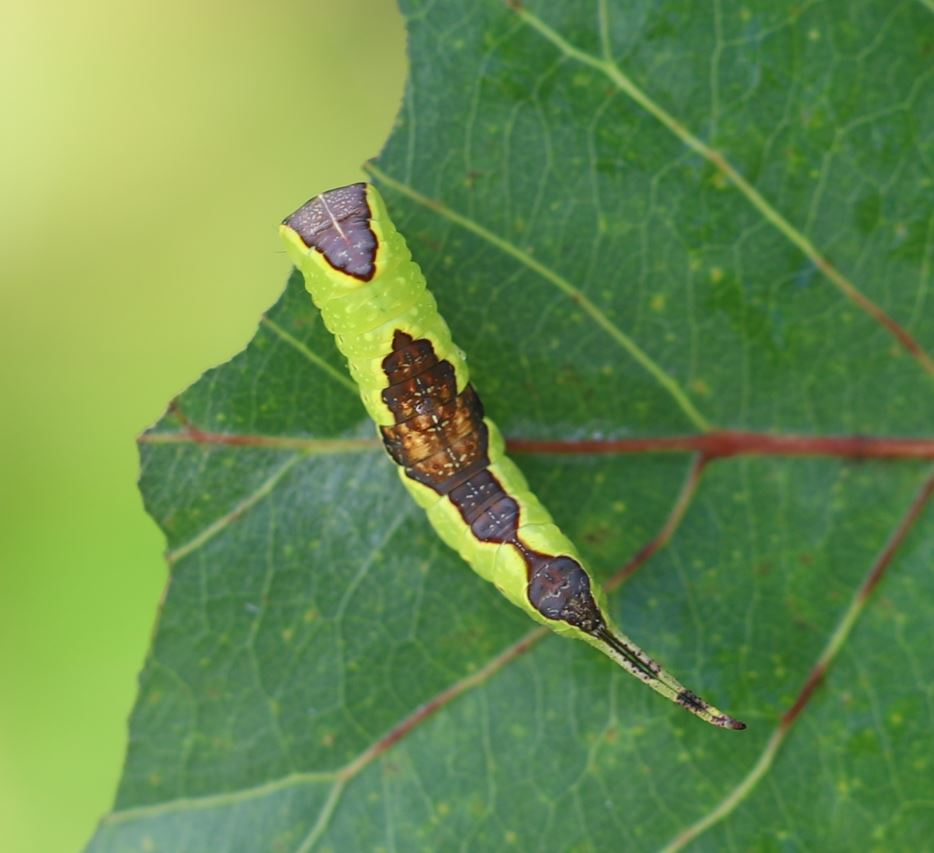
Ausgewachsene Raupe, Dorsalansicht
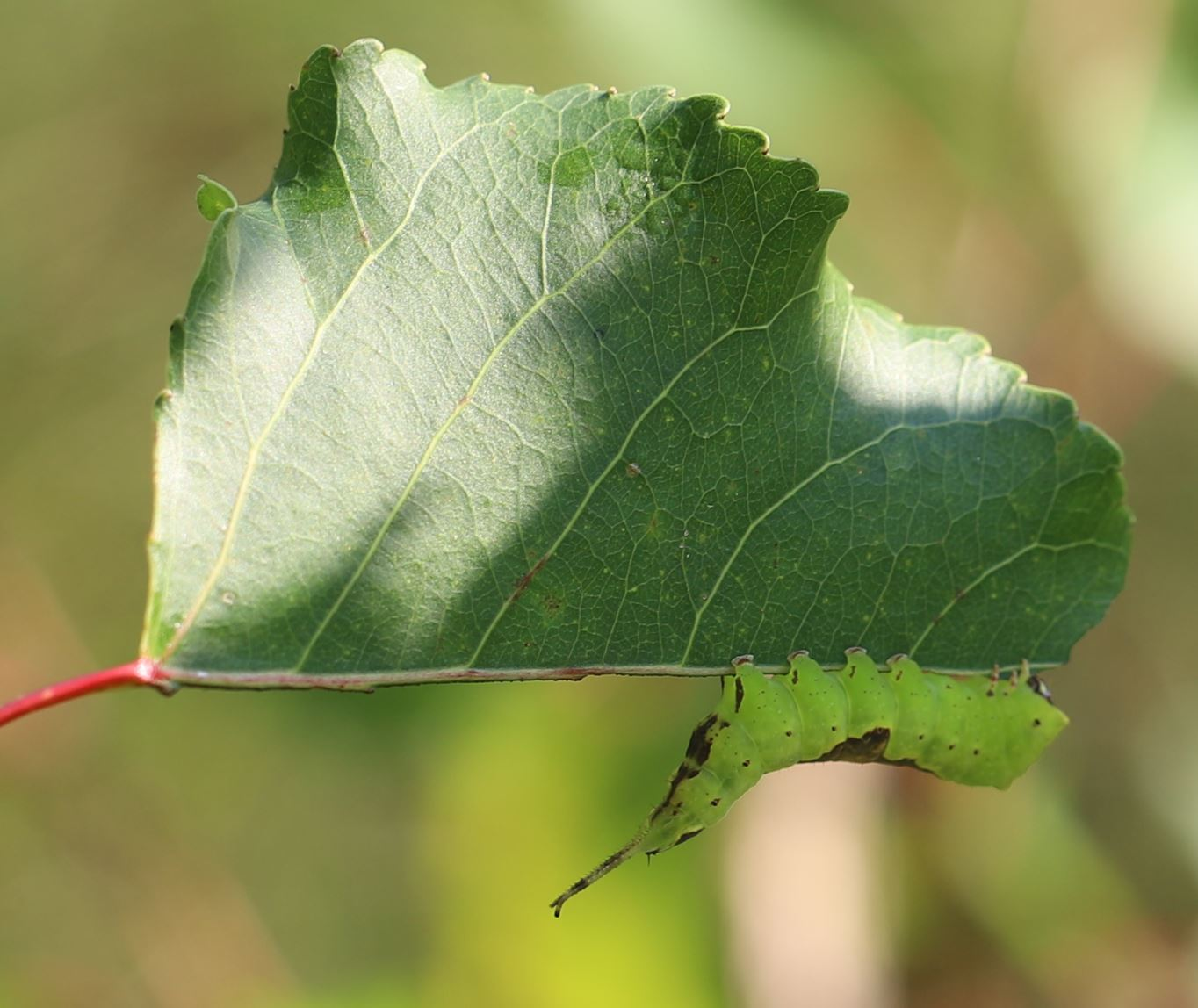
Ausgewachsene Raupe beim Blattfraß